# 14621 Таті
14621 Таті (14621 Tati) — астероїд головного поясу, відкритий 22 жовтня 1998 року.
Тіссеранів параметр щодо Юпітера — 3,539.
Названо на честь Жака Таті (Татіщев, фр. Jacques Tati; 1907 — 1982) — французького кінорежисера, лауреата Каннського кінофестивалю, премії «Сезар», номінанта премії «Оскар».